# Angolavävare
Angolavävare (Ploceus temporalis) är en fågel i familjen vävare inom ordningen tättingar.

## Utbredning och systematik
Fågeln förekommer i strandnära skogar och gräsmarker från Angola till sydöstra Kongo-Kinshasa och nordvästra Zambia. Den behandlas som monotypisk, det vill säga att den inte delas in i några underarter.

## Status
IUCN kategoriserar arten som livskraftig.